# Henriksdal Spring Tour

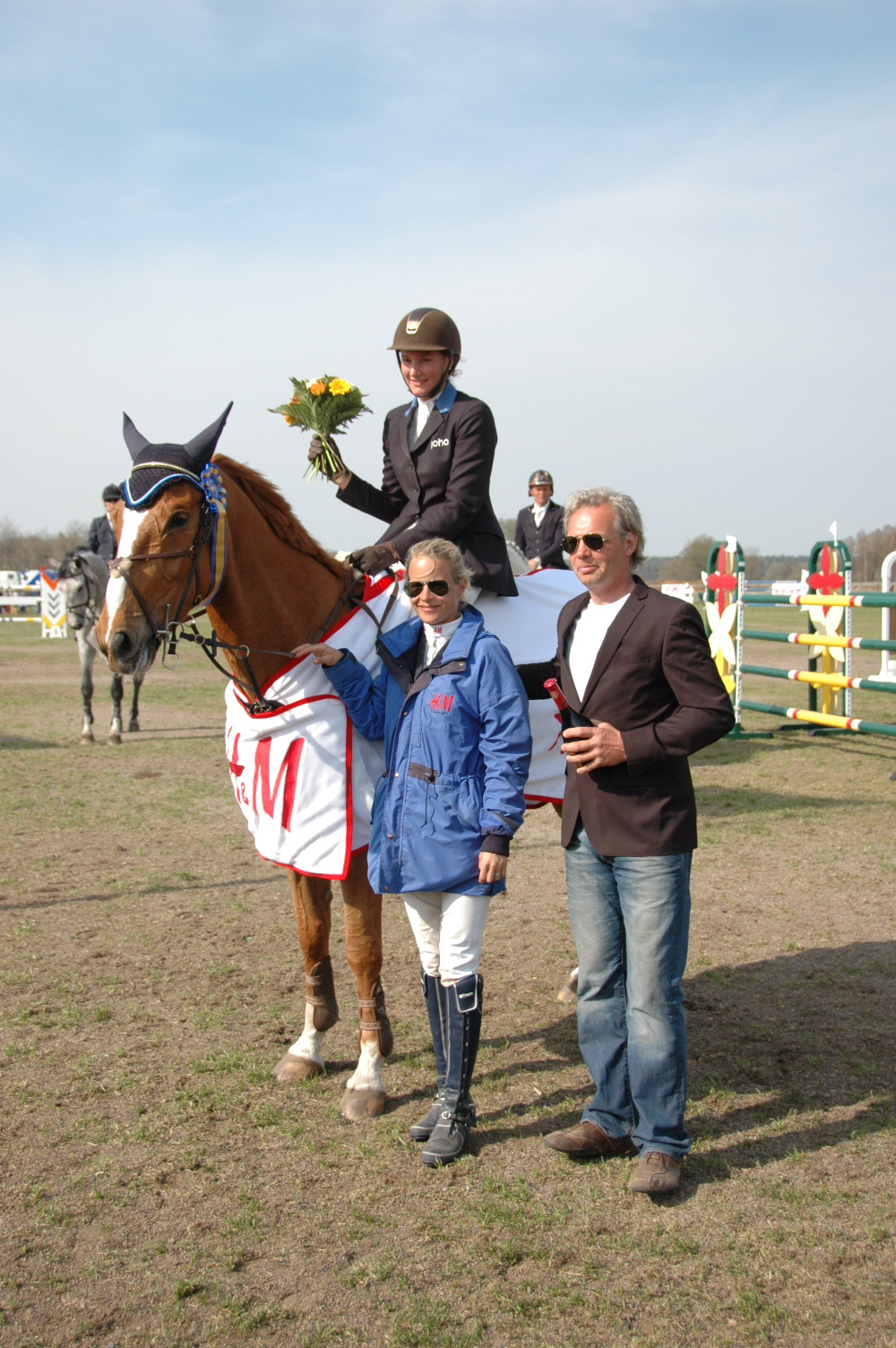
Malin Baryard-Johnsson och Ragnar Bengtsson delar ut priset till vinnaren av Henriksdal Spring Tours Grand Prix 2009, norska Cecilie Hatteland.

Henriksdal Spring Tour är en ny[när?] och fristående elittävling i banhoppning som arrangeras under två veckoslut på Stall Henriksdal i Sjöbo i Sverige. 
2009 ägde tävlingarna rum 16-18 april och 23–26 april. Delar av den svenska eliten deltog, bland andra Malin Baryard-Johnsson, Maria Gretzer, Royne Zetterman, Peder Fredricson och Jens Fredricson, samt ryttare från en handfull andra länder. Totalt var det över 2 000 starter fördelade på två gräsbanor med tävlingar samtidigt. Tävlingarna fungerade som kval till Falsterbo Horse Show. Förutom elitryttare deltog även många unga ryttare i tävlingarna.
De totala prispengarna var på mellan 250 000 och 300 000 kronor. 2010 planeras två evenemang i april och ett i juni.

## Resultat - Grand Prix 1.45m - april 26, 2009.
Femtioen ryttare tävlade om ett första pris på 25,000 SEK Grand Prix. Hopphöjden var 1.45 meter för Table A. De sex bäst placerade ryttarna fick priser.
|   | Ryttare           | Häst          | Fel | Tid   |
| - | ----------------- | ------------- | --- | ----- |
| 1 | Cecilie Hatteland | Candy Floss   | 0   | 75.82 |
| 2 | Piia Pantsu       | Chauvinist Z  | 0   | 75.88 |
| 3 | Lars Pedersen     | Cinderella    | 0   | 73.62 |
| 4 | Linnea Ericsson   | PGL Cronus    | 4   | 77.46 |
| 5 | Maria Gretzer     | Hip Hop 1045  | 4   | 73.62 |
| 6 | Linda Heed        | Bee Wonderful | 4   | 73.62 |